# Жункейру
Жункейру (порт. Junqueiro)  —  муниципалитет в Бразилии, входит в штат Алагоас. Составная часть мезорегиона Восток штата Алагоас. Входит в экономико-статистический  микрорегион Сан-Мигел-дус-Кампус.